# Cesonia aspida
Cesonia aspida är en spindelart som beskrevs av Maria Chatzaki 2002. Cesonia aspida ingår i släktet Cesonia och familjen plattbuksspindlar. Inga underarter finns listade i Catalogue of Life.